# Rovello Porro
Rovello Porro is een gemeente in de Italiaanse provincie Como (regio Lombardije) en telt 5797 inwoners (31-12-2004). De oppervlakte bedraagt 5,6 km², de bevolkingsdichtheid is 950,34 inwoners per km².

## Demografie
Rovello Porro telt ongeveer 2322 huishoudens. Het aantal inwoners steeg in de periode 1991-2001 met 3,4% volgens cijfers uit de tienjaarlijkse volkstellingen van ISTAT.
| Jaar | Inwoneraantal |
| ---- | ------------- |
| 1991 | 5333          |
| 2001 | 5512          |

## Geografie
De gemeente ligt op ongeveer 240 m boven zeeniveau.
Rovello Porro grenst aan de volgende gemeenten: Cogliate (MI), Gerenzano (VA), Lomazzo, Misinto (MI), Rovellasca, Saronno (VA), Turate.